# عاشقی کن و اشک بریز
عاشقی کن و اشک بریز (انگلیسی: Love 'em and Weep) یک فیلم کوتاه کمدی آمریکایی است که در سال ۱۹۲۷ منتشر شد.

## بازیگران
- می بوش
- استن لورل
- اولیور هاردی
- جیمز فینلیسون
- شارلوت مینو
- ویوین اوکلند
- اد براندنبورگ
- چارلی هال
- لئو سولکای
- می والاس